# Prix Eugène Baie
Le prix Eugène Baie est un double prix décerné par la province d'Anvers, qui veut ainsi honorer un diplomate et écrivain d'exception, Eugène Baie, touché par le riche passé flamand et qui fonda dans les années 1930 deux fondations, décernant chacune un prix. 
C'est un jury qui nomme un lauréat sur base de nominations.

## Prix Eugène Baie I
Prix triennal décerné à un(e) artiste flamand âgé de moins de 40 ans.
Le prix est de 7 440 €.
Lauréats
- Walter Leblanc
- Maurice Van Den Dries
- Wim Henderickx
- Anne Teresa De Keersmaeker
- Jan Fabre
- Stéphane Beel
- Vic Nees
- David Claerbout
- Hans Op de Beeck

## Prix Eugène Baie II
Prix quinquennal décerné à un auteur étranger qui écrit sur la culture flamande.
Le prix est de 2 500 €.
Lauréats
Parmi d'autres :
- Elizabeth McGrath pour Rubens. Subjects from History
- Yoko Mori pour des œuvres sur Bruegel en japonais
- Christopher White pour Peter Paul Rubens, man & artist
- Thomas Kren et Scot McKendrick pour leur publication Illuminating the Renaissance: The Triumph of Flemish Manuscript Painting in Europe
- Patricia Carson (1977) pour The Fair Face of Flanders.